# Jacuś
Jacuś, właśc. Jacek Pala (ur. 3 lipca 2002) – polski raper, piosenkarz i producent muzyczny.

## Kariera
W 2020 roku wydał swój debiutancki album studyjny Gucci Trip. W 2022 roku wydał swój drugi album studyjny Prezes. Jego utwór „Piątek wieczór”, w którym gościnnie wystąpiła Young Leosia, uzyskał w 2022 roku status platynowej płyty.

## Życie prywatne
Jacek Pala urodził się 3 lipca 2002 roku i pochodzi z Rybnika. Uczęszczał do II Liceum Ogólnokształcącego im. Andrzeja Frycza Modrzewskiego w Rybniku oraz do Państwowej Szkoły Muzycznej I i II st. im. Karola i Antoniego Szafranków w Rybniku, w której grał na fortepianie klasycznym. W dzieciństwie grał w tenisa oraz w piłkę nożną w młodzieżowej sekcji ROWu 1964 Rybnik do momentu kontuzji – martwicy pięty.

## Albumy studyjne
| Rok  | Album                                 | Sprzedaż       | Certyfikat          |
| ---- | ------------------------------------- | -------------- | ------------------- |
| 2020 | Gucci Trip - Data: 4 grudnia 2020     |                |                     |
| 2022 | Prezes - Data: 12 maja 2022           | - POL: 15 000+ | - ZPAV: złota płyta |
| 2024 | Fantasmagorie - Data: 5 kwietnia 2024 |                |                     |

## Single

### Jako główny artysta
| Rok  | Tytuł                                    | Certyfikat              |
| ---- | ---------------------------------------- | ----------------------- |
| 2019 | „Gucci”                                  |                         |
| 2019 | „Cats in the living room”                |                         |
| 2019 | „Iphone”                                 |                         |
| 2019 | „Rodeo”                                  |                         |
| 2019 | „Nie rozumiałem fabuły”                  |                         |
| 2019 | „Kot”                                    |                         |
| 2019 | „Życie towarzyskie”                      |                         |
| 2019 | „Rakieta”                                |                         |
| 2019 | „Polski pegaz”                           |                         |
| 2019 | „Biedny karp”                            |                         |
| 2019 | „Kiss”                                   |                         |
| 2020 | „Excel”                                  |                         |
| 2020 | „Rockstar”                               |                         |
| 2020 | „Shake that ass”                         |                         |
| 2020 | „Bob” (gośc. Tomcio)                     |                         |
| 2020 | „Love song”                              |                         |
| 2020 | „КОШКА”                                  |                         |
| 2020 | „I don’t take pills, cause i take drugs” |                         |
| 2020 | „Psy”                                    |                         |
| 2020 | „Kurt Cobain”                            |                         |
| 2020 | „Queen”                                  |                         |
| 2021 | „Rice”                                   |                         |
| 2022 | „Życie miasta”                           |                         |
| 2022 | „Penthouse”                              |                         |
| 2022 | „Piątek wieczór” (gośc. Young Leosia)    | - ZPAV: platynowa płyta |
| 2022 | „Panie prezesie”                         |                         |
| 2022 | „Dzwonnik z Notre Dame” (gośc. Tede)     |                         |
| 2022 | „Papież” (gośc. KęKę)                    |                         |
| 2022 | „La Vida Loca”                           |                         |
| 2022 | „Trump tower”                            |                         |

### Jako artysta gościnny
| Rok  | Tytuł                                               | Certyfikat                 | Album           |
| ---- | --------------------------------------------------- | -------------------------- | --------------- |
| 2020 | „Sztuki” (Qry; gośc. Jacuś, ZetHa)                  |                            | Droga snów      |
| 2021 | „Zygzak” (Ekipa Friza; gośc. Jacuś)                 | - ZPAV: diamentowa płyta   | Sezon 3         |
| 2023 | „Bad Bunny” (SB Maffija; gośc. Jacuś, bambi, Flory) | - ZPAV: złota płyta        | Hotel Maffija 3 |
| 2024 | „Sobota wieczór” (Young Leosia, gośc. Jacuś)        | - ZPAV: 2× platynowa płyta | Atmosfera       |